# Shin-budo
Shin-budo (新武道, shinbudō) eller gendai-budō (現代武道, gendai-budō) er et generisk begreb, der omfatter moderne japanske discipliner, det vil sige discipliner oprettet efter sammenbruddet af det japanske feudale system i 1868.

## Etymologi
Begrebet shinbudō er sammensat af ideogrammerne shin 新, bu 武, og dō 道.
Shin kan oversættes med 'ny', mens bu kan oversættes med 'krigs-' eller 'kamp' og dō kan oversættes med 'vej' eller 'sti'.
Gendai-budō betyder "moderne japansk budō". Dette begreb indeholder en dobbeltkonfekt, fordi begrebet "budō" stammer netop fra Japan og overflødiggøre derfor ordet "japansk" i begrebet "moderne japansk budō".

## Historie
Historien om de moderne japanske discipliner begyndte efter omstyrtningen af det feudal styresystem i 1868, der ellers var ledet af den ledende samurai-familie i Japan, der hed Tokugawa. Japan begyndte for alvor sin modernisering af samfundet, traditionelle institutioner blev udfordret, og lederne af den nye Meiji regeringen handlede med revolutionerende kraft med henblik på at fornye den nationale - og kulturelle situation. Den klassiske bujutsu (ko-bujutsu) blev erstattet med den nationale form af uddannelse for medlemmer af de væbnede styrker med vestlige militære metoder og teknologi. Disse nye tiltag gav Japan en kampkapacitet, der passede bedre til Japans nye udenrigspolitik.
Ultranationalisters og militarister, både i og uden for den japanske regeringen, arbejdede intens på at fordreje formålet for den tidligere bujutsu og Kobudo. Den nye vej, shin-budo, blev nu den metode, der skulle følges af alle udøvere.

## Metodik
De moderne japanske kampdiscipliner tilgodeser individet samt har fokus på den enkeltes ønske om at forbedre sin fysiske og mentale sundhed snarere end gruppens bekymring for selvbeskyttelse. Dette medfører, at de moderne discipliner er forbundet mere i forhold til teknik end i ånden til Kobudo fra Tokugawa perioden.
Moderne japansk budo består af forskellige systemer, der anvendes som spirituel træning, fysisk træning, selvforsvar og sport.

## Discipliner
Shin-budo inkluderer den moderne form for Kendo, iaido, naginata-do, judo, aikido, karate, shorinji-kempo, etc.

## Gradueringssystem
Læs mere i artiklen: Dan (grad)
Gradueringssystemet i de moderne japanske discipliner anvender det moderne kyu-dan system, der blev opfundet i 1883. Udøvere som har dan-grad betegnes som yu-dansha, mens dem som ikke har nogen dan-grad kaldes mu–dansha.

## Japanske kampdiscipliner
Følgende kampdisicipliner er dannet i Japans moderne tidsperiode:
- Aikido
- Iaido
- Judo
- Karate-do
- Kendo, den moderne form for Kendo er baseret på shin-budo.
- Naginata-do